# Шуліка-слимакоїд червоноокий
Шуліка-слимакоїд червоноокий (Rostrhamus sociabilis) — вид хижих птахів родини яструбових. Єдиний представник роду Rostrhamus.

## Опис
Дрібний хижак довжиною 36—48 см, вагою приблизно від 300 до 570 г, з розмахом крил 99—120 см. Самці свинцево-сірі, самиці бурі зі світлими плямами на горлі та грудях. Хвіст світлий, на хвості розвинена широка темна смуга. Радужина, восковиця, голі ділянки шкіри біля очей, слабкі лапи з прямими кігтями — червоні або помаранчеві, тонкий дзьоб з довгим гачком — чорний. Молоді забарвленням схожі на самиць.

## Спосіб життя

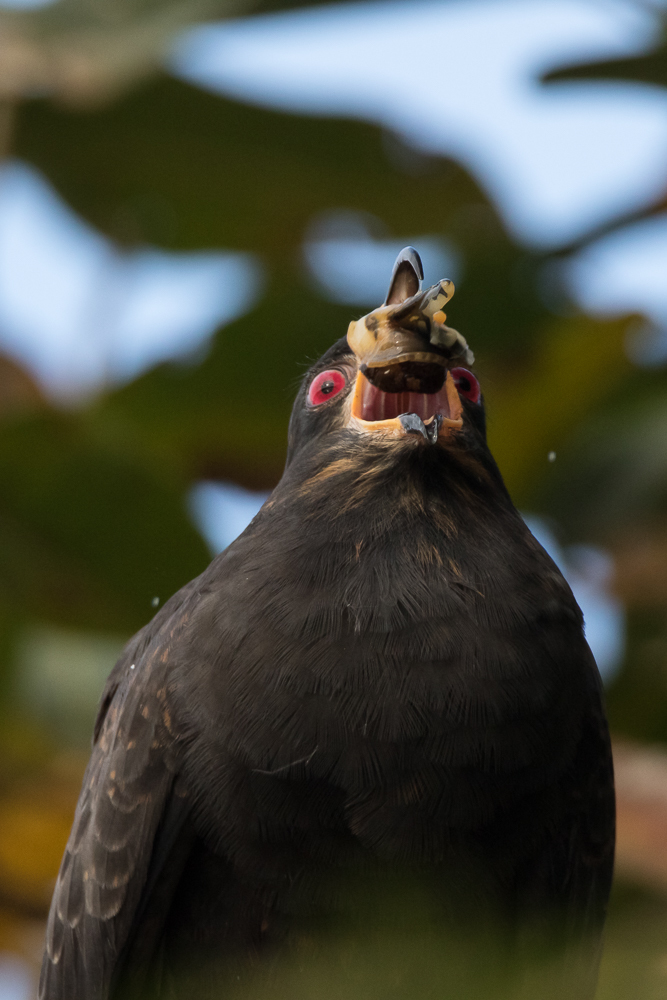
Їсть равлика

### Дієта
Це зграйний птах прісноводних водно-болотних угідь, що утворює великі зимові колонії. Його раціон складається майже виключно з равликів-ампулярій, зокрема видів Pomacea diffusa, P. maculata і P. paludosa у Флориді, інших видів Pomacea (P. doliodes) в інших частинах ареалу, а також видів роду Marisa (M. cornuarietis).
Шуліки-слимакоїди були помічені у поїданні іншої здобичі у Флориді зокрема раків роду Procambarus, крабів з родів Dilocarcinus і Poppiana, чорного краппі, нашийкового вужа, дрібних черепах (включаючи мулову черепаху, флоридську м'якотілу черепаху, прикрашену черепаху та інших), гризунів та, зрідка, падаль.
Здобич видивляється на бриючому польоті або із засідки. Ловить равликів, що виповзли з води на стебла рослин, часто вихоплює їх лапами та з поверхневого шару води. Ґрунт під «кормовими столиками» шуліки буває усипаний порожніми раковинами.

### Розмноження
Гніздяться розсіяними колоніями від 10 до 90 пар, на деревах або заломах болотної рослинності, гнізда неміцні, легко руйнуються. Гніздовий сезон розтягнутий. У кладці 2—3 зеленуватих з бурими плямами яєць, насиджують обидва батьки 26—28 днів, вигодовують 40—49 днів. Другий пуховий наряд пташенят темний, сіро-бурий. До розмноження деякі птахи приступають вже у віці 10 місяців. У цілому звичайний осілий вид, але місцями скорочує чисельність і ареал через осушення боліт, забруднення води отрутохімікатами. Номінативний підвид з Флориди певний час перебував на межі зникнення.

## Поширення
Шуліка-слимакоїд гніздиться в тропічній Південній Америці, Карибському басейні, центральній і південній Флориді в США. На більшій частині свого ареалу він проживає цілий рік, але найпівденніша популяція мігрує взимку на північ.